# روبر وارگا
روبر وارگا (فرانسوی: Robert Varga‎؛ زادهٔ ۲۳ سپتامبر ۱۹۴۱) دوچرخه‌سوار اهل فرانسه است.